# Henriettea acunae
Henriettea acunae är en tvåhjärtbladig växtart som först beskrevs av Brother Alain, och fick sitt nu gällande namn av Brother Alain. Henriettea acunae ingår i släktet Henriettea och familjen Melastomataceae. Inga underarter finns listade i Catalogue of Life.